# Шистад, Кристине
Кристине Шистад (норв. Kristine Stavås Skistad; род. 8 февраля 1999) — норвежская лыжница, серебряный призёр чемпионата мира 2025 года в спринте, победительница этапов Кубка мира.

## Биография
Кристине Шистад родилась 8 февраля 1999 года.
На юниорском уровне в лыжных гонках начала свои выступления с 2015 года. В первом же сезоне выиграла гонку на 7,5 километров на юниорском чемпионате Норвегии.
В 2017 году приняла участие в чемпионате мира среди юниоров в США, но высоких результатов не показала. Годом позже на чемпионате мира среди юниоров завоевала серебро в спринте, а на чемпионате мира 2019 года выиграла золото в эстафете и спринте. В том же сезоне приняла участие во взрослом чемпионате мира, заняла 11 место в спринте.
Первую победу на этапах Кубка мира Кристине Шистад одержала в сезоне 2022/2023 годов, выиграв спринтерскую гонку во Франции.
В 2023 году на чемпионате мира в Словении в спринте бежала в главном финале и стала в итоговом протоколе 5-й.
На чемпионате мира 2025 года в Тронхейме в спринтерской гонке завоевала серебряную медаль, уступила только Йонне Сундлинг.

## Результаты на крупнейших соревнованиях

### Чемпионаты мира по лыжным видам спорта
| Чемпионат мира | Спринт | Командный спринт | 10 км раздельный старт | 7,5+7,5 км | 30 км масс-старт | Эстафета |
| -------------- | ------ | ---------------- | ---------------------- | ---------- | ---------------- | -------- |
| 2019 Зефельд   | 11     | —                | —                      | —          | —                | —        |
| 2023 Планица   | 5      | —                | —                      | —          | —                | —        |
| 2025 Тронхейм  | 2      | —                | —                      | —          | —                | —        |

## Победы на этапахКубка мира
| №  | Дата       | Место соревнований | Дисциплина                 |
| -- | ---------- | ------------------ | -------------------------- |
| 1  | 28.01.2023 | Лес Рус, Франция   | Спринт, классический стиль |
| 2  | 14.03.2023 | Драммен, Норвегия  | Спринт, классический стиль |
| 3  | 18.03.2023 | Фалун, Швеция      | Спринт, свободный стиль    |
| 4  | 21.03.2023 | Таллин, Эстония    | Спринт, свободный стиль    |
| 5  | 25.03.2023 | Лахти, Финляндия   | Спринт, классический стиль |
| 6  | 15.12.2023 | Тронхейм, Норвегия | Спринт, свободный стиль    |
| 7  | 10.02.2024 | Канмор, Канада     | Спринт, свободный стиль    |
| 8  | 03.03.2024 | Лахти, Финляндия   | Спринт, свободный стиль    |
| 9  | 12.03.2024 | Драммен, Норвегия  | Спринт, классический стиль |
| 10 | 15.03.2024 | Фалун, Швеция      | Спринт, классический стиль |
| 11 | 18.01.2025 | Лес Рус, Франция   | Спринт, классический стиль |